# Правило Фостера

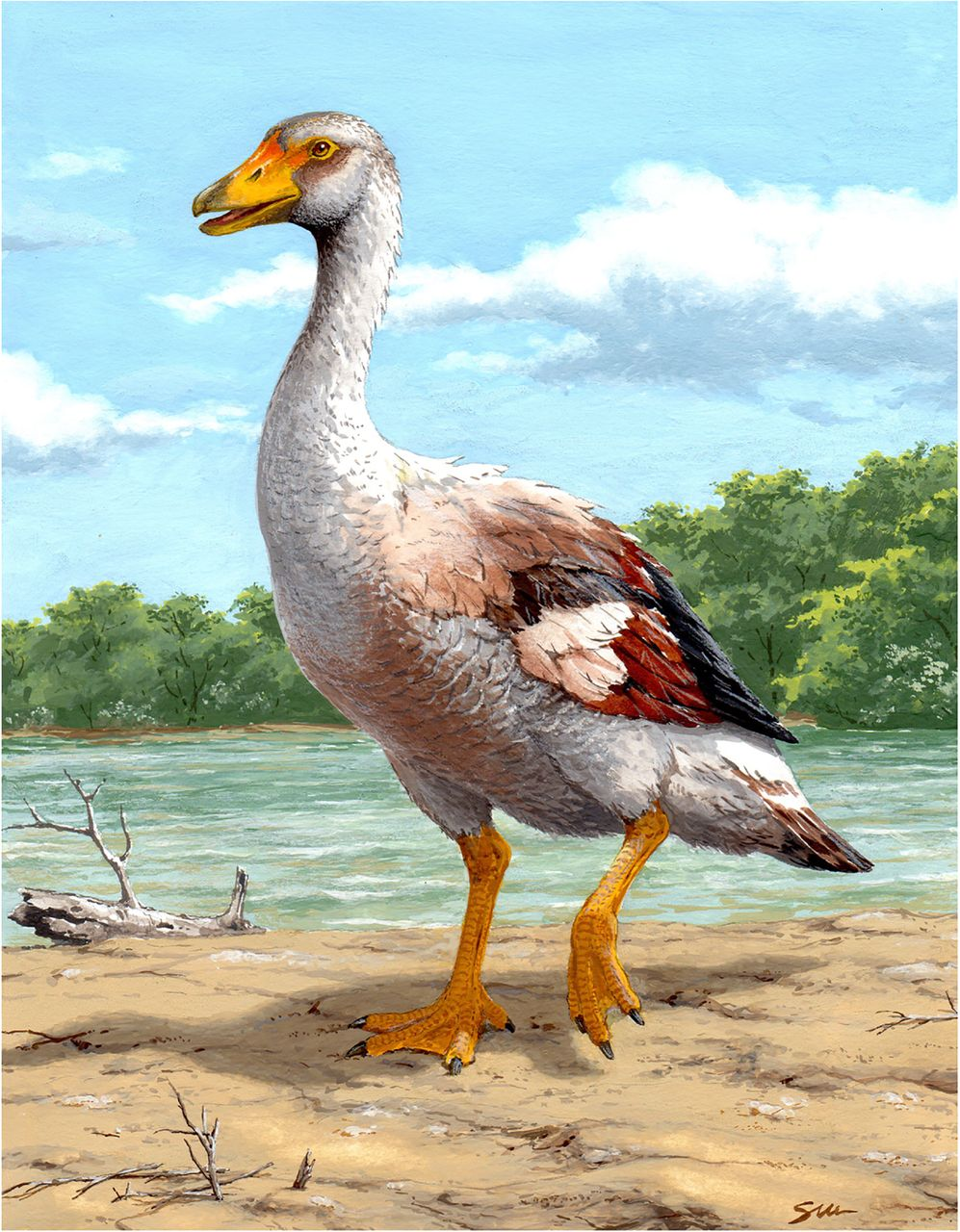
Garganornis ballmanni, очень крупный ископаемый гусь с Гаргано и Сконтроне (Поздний миоцен)

Правило Фостера, также известное как правило острова или эффект острова, является экогеографическим правилом в эволюционной биологии, утверждающим, что члены вида становятся меньше или больше в зависимости от ресурсов, доступных в окружающей среде. Например, известно, что карликовые мамонты произошли от обычных мамонтов на небольших островах. Сходные эволюционные пути наблюдались у слонов, гиппопотамов, удавов, ленивцев, оленей (например, флоридский островной олень) и людей.
Это правило было впервые сформулировано Ван Валеном в 1973 году на основе исследования териолога Дж. Бристоля Фостера в 1964 году. В нём Фостер сравнил 116 островных видов с их материковыми разновидностями. Фостер предположил, что некоторые островные существа эволюционировали с большим размером тела (островной гигантизм), в то время как другие стали меньше (островная карликовость). Фостер предложил простое объяснение, согласно которому более мелкие существа увеличиваются в размерах, когда давление хищников ослабевает из-за отсутствия некоторых хищников на материке, а более крупные существа уменьшаются в размерах, когда пищевые ресурсы ограничены из-за ограничений по площади суши.
Эта идея была расширена в Теории островной биогеографии Робертом Макартуром и Эдвардом Уилсоном. В 1978 году Ted J. Case опубликовал более длинную статью по этой теме в журнале Ecology.
В современной литературе правило острова применяется также к растениям.
Есть некоторые случаи, которые не совсем соответствуют этому правилу; например, парнокопытные на нескольких островах эволюционировали как в карликовые, так и в гигантские формы.
Правило острова — спорная тема в эволюционной биологии. Некоторые утверждают, что, поскольку размер тела является признаком, на который влияет множество факторов, а не только перемещение организмов на остров, генетические вариации во всех популяциях также могут вызывать различия в массе тела между материковыми и островными популяциями.